# Iván Molina
Iván Molina (* 16. Juni 1946 in Maceo, Antioquia) ist ein ehemaliger kolumbianischer Tennisspieler.

## Karriere
Den größten Erfolg seiner Karriere feierte Molina 1974 im Mixed-Bewerb der French Open. Er gewann mit Martina Navratilova das Finale gegen das mexikanische Duo Marcelo Lara und Rosie Reyes Darmon mit 6:3, 6:3. Das Finale im Jahr 1977 verlor er mit seiner rumänischen Mixed-Partnerin Florența Mihai mit 6:7, 3:6 gegen die US-Amerikaner Mary Carillo und John McEnroe.
Molina erreichte in seiner Karriere zwei Einzelfinale, die er beide verlor, und elf Endspiele im Doppel, von denen er zwei gewinnen konnte, nämlich die Dutch Open 1973 und das ATP Turnier in Kitzbühel 1974. Im April 1976 erreichte er mit Rang 22 seine beste Platzierung in der Einzel-Weltrangliste.